# Іссаку
І́ссаку (ест. Issaku küla) — село в Естонії, у волості Кастре повіту Тартумаа.

## Населення
Чисельність населення на 31 грудня 2011 року становила 37 осіб.

## Географія
Поблизу населеного пункту проходять автошляхи 45 (Тарту — Ряпіна — Вярска), 22280 (Гаммасте — Разіна) та 22265 (Реола — Гаммасте). 

## Історія
До 24 жовтня 2017 року село входило до складу волості Винну.